# Dzierżęcin
Dzierżęcin (kaszb. Dzérzãcëno, niem. Dörsenthin) – wieś w Polsce położona w województwie zachodniopomorskim, w powiecie sławieńskim, w gminie Postomino. We wsi znajduje się maszt telefonii komórkowej. 
W latach 1975–1998 miejscowość administracyjnie należała do województwa słupskiego.